# Neauphle-le-Vieux
Neauphle-le-Vieux is een gemeente in het Franse departement Yvelines (regio Île-de-France) en telt 707 inwoners (1999). De plaats maakt deel uit van het arrondissement Rambouillet.

## Geografie
De oppervlakte van Neauphle-le-Vieux bedraagt 7,5 km², de bevolkingsdichtheid is 94,3 inwoners per km².
De onderstaande kaart toont de ligging van Neauphle-le-Vieux met de belangrijkste infrastructuur en aangrenzende gemeenten.

## Demografie
Onderstaande figuur toont het verloop van het inwonertal (bron: INSEE-tellingen).